# Spock unter Verdacht
Spock unter Verdacht (Originaltitel: Balance of Terror) ist die nach Ausstrahlungsreihenfolge 14. bzw. nach Produktionsreihenfolge 8. Episode der ersten Staffel der Science-Fiction-Fernsehserie Raumschiff Enterprise. Sie wurde in englischer Sprache erstmals am 15. Dezember 1966 bei NBC ausgestrahlt. In Deutschland war sie zum ersten Mal am 12. Oktober 1987 in einer synchronisierten Fassung bei Sat.1 zu sehen, nachdem das ZDF sie bei der deutschen Erstausstrahlung der Serie in den Jahren 1972 bis 1974 übergangen hatte.

## Handlung
Im Jahr 2266 bei Sternzeit 1701,8 befindet sich die Enterprise am Rand der Romulanischen Neutralen Zone, um das Verstummen mehrerer Erd-Außenposten zu untersuchen. Captain Kirk leitet die Hochzeitszeremonie für seine beiden Besatzungsmitglieder Robert Tomlinson und Angela Martine, als plötzlich roter Alarm gegeben wird. Es stellt sich heraus, dass zwei Außenposten zerstört wurden und ein weiterer gerade angegriffen wird. Der halb menschliche, halb vulkanische erste Offizier Spock informiert die Besatzung über ihr aktuelles Einsatzgebiet und den historischen Hintergrund: Vor mehr als einem Jahrhundert führten die Erde und die Romulaner Krieg gegeneinander, wobei zu keinem Zeitpunkt Sichtkontakt zwischen den beiden Seiten hergestellt wurde. Der Krieg endete mit der Einrichtung der Neutralen Zone, in die weder romulanische noch irdische Raumschiffe eindringen dürfen. Sollte die Enterprise dies dennoch tun, dürfe sie auf keinerlei Unterstützung hoffen.
Für den Navigator Lieutenant Stiles steht fest, dass es sich bei den Angreifern um Romulaner handeln muss. Er ist ihnen gegenüber recht feindlich eingestellt, da mehrere seiner Vorfahren im Krieg gefallen sind. Kirk ist hingegen zurückhaltend, da nach einem Jahrhundert der Isolation niemand sicher sagen könne, wie ein modernes romulanisches Raumschiff aussieht. Kurzzeitig kann nun Kontakt zum angegriffenen Außenposten 4 hergestellt werden. Von dort berichtet Commander Hansen, der Angreifer sei ein unbekanntes Schiff, das einen mächtigen Plasmatorpedo einsetze. Dann wird der Außenposten durch einen erneuten Angriff zerstört. Spock stellt mit den Sensoren ein sich bewegendes Objekt fest, das jedoch unsichtbar ist. Er vermutet den Einsatz einer Art Tarnvorrichtung. Da das Objekt sich nur langsam bewegt, scheint die Tarnung seine Sensoren zu beeinträchtigen, sodass es die Enterprise nicht wahrnimmt. Langsam nimmt das Objekt Kurs auf die Neutrale Zone in Richtung Romulus. Damit ist nun klar, dass es sich um ein romulanisches Schiff handelt.
Kirk befiehlt einen Parallelkurs einzunehmen, damit die Enterprise auf den Sensoren der Romulaner nur wie ein Echo wirkt. Kommunikationsoffizierin Uhura kann ein Signal des Schiffs auffangen, wodurch es Spock möglich ist, eine Sichtverbindung zu dessen Brücke herzustellen. Zum ersten Mal können nun Menschen Romulaner sehen und zu aller Überraschung sehen sie genauso aus wie Spock. Uhura versucht, das Funksignal zu entschlüsseln, und Stiles meint, Spock könne ihr sicher helfen. Kirk weist ihn zurecht, dass solche Bemerkungen auf der Brücke keinen Platz hätten.
Die Handlung wechselt nun auf das romulanische Schiff. Dort ist sich der Kommandant über die Anwesenheit der Enterprise im Klaren. Er degradiert seinen Offizier Decius, da dieser entgegen seinem Befehl ein Funksignal abgesetzt hat. Gegenüber seinem Vertrauten, dem Centurion, gesteht er seine Abscheu gegen ihre Mission.
Auf der Enterprise wird nun das weitere Vorgehen beraten. Stiles drängt auf einen Angriff und Spock stimmt ihm zu, da er annimmt, die Romulaner hätten sich zu einer Zeit von den Vulkaniern abgespalten, als diese noch sehr kriegerisch waren. Er hält die Romulaner daher für äußerst gefährlich. Kirk befiehlt nun den Angriff, doch das romulanische Schiff ist plötzlich verschwunden, da dessen Kommandant den Angriff vorausgeahnt hat und nun seinerseits versucht, die Enterprise abzufangen. Kirk reagiert nun mit massivem Feuer in verschiedene Richtungen. Tatsächlich wird das romulanische Schiff getroffen, wobei der Centurion getötet wird. Die Romulaner reagieren nun mit einem Plasmatorpedo. Aufgrund der großen Entfernung zwischen beiden Schiffen wird die Enterprise aber nur beschädigt und nicht zerstört. Auf erneutes Feuer der Enterprise reagieren die Romulaner mit dem Abladen von Trümmern und der Leiche des Centurion ins All, um ihre Zerstörung vorzutäuschen. Spock durchschaut den Trick, verliert aber zugleich den Kontakt zum Schiff.
Kirk befiehlt nun, die Energie der Enterprise weitgehend zu drosseln, um für die romulanischen Sensoren unsichtbar zu sein, und auf ein erneutes Signal zu hoffen. Nach über neun Stunden des Wartens aktiviert Spock versehentlich wieder die Energie. Kurz darauf entdeckt er ein weiteres Trümmerfeld, das sich diesmal als Falle der Romulaner herausstellt. Unter den Trümmern befindet sich ein Atomsprengkopf, dessen Zündung für weitere Schäden auf der Enterprise sorgt. Da die Enterprise trotzdem noch einsatzfähig ist, versucht Kirk die Situation für eine Gegenfalle zu nutzen. Durch Totstellen hofft er, einen erneuten Frontalangriff des romulanischen Schiffs zu provozieren. Dessen Kommandant befiehlt angesichts der beträchtlichen eigenen Beschädigungen einen Heimatkurs, wird von Decius jedoch zu einem Angriff gedrängt.
Auf der Enterprise ist Lieutenant Tomlinson indes der Einzige, der aktuell die Phaserkontrollen bedient. Stiles bietet an, ihn zu unterstützen. Im Kontrollraum bemerkt er plötzlich ein Leck im Kühlmittelsystem, durch das giftiger Rauch ausströmt. Beide werden bewusstlos und können nicht auf Kirks Feuerbefehl reagieren, als sich die Romulaner nähern. In letzter Sekunde betritt Spock den Kontrollraum und eröffnet das Feuer. Das romulanische Schiff ist nun irreparabel beschädigt. Sichtkontakt wird hergestellt und Kirk bietet an, die Überlebenden an Bord zu beamen. Der romulanische Kommandant bekundet seinen Respekt gegenüber Kirk, lehnt dessen Angebot aber ab, da seinem Volk Pflichterfüllung über alles geht. Schließlich aktiviert er die Selbstzerstörung seines Schiffs.
Kirk begibt sich nun auf die Krankenstation. Dort trifft er Stiles, der von Spock gerettet werden konnte und nun seine Vorurteile ihm gegenüber abgelegt hat. Tomlinson hingegen ist tot und Kirk hat nun die traurige Pflicht, seiner Witwe Angela Martine Trost zu spenden.

## Verbindungen zu anderen Star-Trek-Produktionen
Spock unter Verdacht ist eine von nur sehr wenigen Star-Trek-Folgen, in denen Bezug auf irdische Religionen genommen wird. So wird hier etabliert, dass die Enterprise eine Kapelle besitzt, in der Trauungen stattfinden können. Angela Martines kurzer Kniefall vor dem Altar weist sie als gläubigen Menschen aus.
Einige Elemente aus dieser Folge wurden in späteren Star-Trek-Produktionen wieder aufgegriffen:
- Die Romulaner werden in dieser Folge eingeführt. Sie tauchen später in zahlreichen Folgen fast aller Star-Trek-Serien auf, zumeist als Gegenspieler der Föderation. Zudem wird ein Großteil der Hintergrundgeschichte dieses Volks hier bereits etabliert, etwa der Krieg, den sie hundert Jahre zuvor gegen die Erde geführt hatten, die anschließende Einrichtung der neutralen Zone sowie die Verwendung von Raumschiffen mit Tarnvorrichtung.
- In Folge 4.11 (Datas Tag) der Serie Raumschiff Enterprise – Das nächste Jahrhundert von 1991 hält Captain Jean-Luc Picard bei der Hochzeit von Miles und Keiko O’Brien die gleiche Rede wie Kirk in Spock unter Verdacht.
- Dem hier erstmals erwähnten Planeten Remus kommt im Film Star Trek: Nemesis von 2002 eine größere Bedeutung zu.
- In der 4. Staffel der etwas mehr als 100 Jahre vor Raumschiff Enterprise spielenden Serie Star Trek: Enterprise wurde 2005 in mehreren Folgen die Vorgeschichte des irdisch-romulanischen Krieges erzählt. In der 5. Staffel hätte der Krieg selbst eine zentrale Rolle einnehmen sollen, was aber durch die vorzeitige Absetzung der Serie verhindert wurde.
- Laut Bryan Fuller sollte Spock unter Verdacht ursprünglich als „Maßstab“ für den Handlungsbogen der 2017 gestarteten Serie Star Trek: Discovery dienen.[1] Nachdem Fuller die Serie aber vorzeitig als Showrunner verlassen hatte, entwickelte sich Discovery letztlich in eine völlig andere Richtung.
- Die Folge 10 (Die Kunst der Gnade) der ersten Staffel der 2022 gestarteten Serie Star Trek: Strange New Worlds stellt eine alternative Version von Spock unter Verdacht dar. Hier befindet sich die Enterprise noch unter dem Kommando von Christopher Pike, während Kirk die USS Farragut kommandiert. Hier begeben sich beide Raumschiffe auf die Jagd nach dem romulanischen Angreifer.
- Die Aussage des romulanischen Kommandanten, dass er und Kirk in einer anderen Realität Freunde hätten sein können, wird in Folge 2.03 (Wer rettet die Retter?) der animierten Serie Star Trek: Prodigy aus dem Jahr 2024 von Dal R’El gegenüber Captain Chakotay wiederholt, allerdings mit dem Unterschied, dass er sich statt auf eine andere Realität auf eine andere Zeit bezieht.

## Produktion

### Drehbuch
Die Handlung dieser Folge ist von dem Kriegsfilm Duell im Atlantik von 1957 inspiriert, in dem es um einen Kampf zwischen einem amerikanischen Zerstörer und einem deutschen U-Boot im Zweiten Weltkrieg geht. Bestimmte Kampftaktiken sind zudem aus U 23 – Tödliche Tiefen von 1958 entlehnt.

### Darsteller
Dies ist die (nach Ausstrahlungsreihenfolge) letzte Folge von Raumschiff Enterprise, in der Janice Rand (Grace Lee Whitney) auftritt. Rand hatte später noch Gastauftritte in vier Spielfilmen und in Folge 3.02 (Tuvoks Flashback) von Star Trek: Raumschiff Voyager aus dem Jahr 1996.
Die beiden Romulaner-Darsteller Lawrence Montaigne und Mark Lenard traten in späteren Folgen als Vulkanier auf. Montaigne spielte in Weltraumfieber Spocks Nebenbuhler Stonn. Lenard spielte in Reise nach Babel erstmals Spocks Vater, Botschafter Sarek, und verkörperte diese Rolle später noch in mehreren Star-Trek-Serien und Spielfilmen.
Angela Martine (Barbara Baldavin) tritt noch einmal in der Folge Landeurlaub auf.

### Kulissen
Nach unterschiedlichen Quellen wurde für die Kapelle entweder das Set des Transporterraums oder des Besprechungsraums umgestaltet.

### Kostüme
Aus Kostengründen bekamen nicht alle Romulaner-Darsteller spitze Ohrprothesen. Stattdessen wurden den meisten günstigere Helme aufgesetzt. Diese wurden später in der Folge Weltraumfieber auch für Vulkanier und in Die unsichtbare Falle wieder für Romulaner verwendet.

### Effekte
Die Kampfszenen zwischen der Enterprise und dem romulanischen Schiff wurden später in der Folge Wie schnell die Zeit vergeht wiederverwendet.

## Adaptionen
James Blish schrieb eine Textfassung von Spock unter Verdacht, die auf Englisch erstmals 1967 in der Geschichtensammlung Star Trek (in späteren Auflagen Star Trek 1) erschien. Die deutsche Übersetzung erschien 1972.

## Rezeption
James Rundle führte Spock unter Verdacht 2010 auf SciFiNow in einer Auflistung der zehn besten Folgen von Raumschiff Enterprise auf Platz 4.
Zack Handlen nannte Spock unter Verdacht 2012 als eine der zehn Folgen von Raumschiff Enterprise, die die Serie am besten repräsentieren.
Eoin O’Carroll führte Spock unter Verdacht 2012 im Christian Science Monitor in einer Aufstellung der 10 besten Folgen von Raumschiff Enterprise auf Platz 6.
Scott Collura und Jesse Schedeen führten Spock unter Verdacht 2013 auf ign.com in einer Liste der 25 besten bis dahin ausgestrahlten Star-Trek-Folgen auf Platz 5.
Charlie Jane Anders führte Spock unter Verdacht 2014 auf gizmodo.com in einer Liste der 100 besten bis dahin ausgestrahlten Star-Trek-Folgen auf Platz 1.
Sven Harvey zählte Spock unter Verdacht 2015 auf der Website Den of Geek als eine der 25 besten Folgen der beiden Serien Raumschiff Enterprise und Die Enterprise.
Tim Baker führte Spock unter Verdacht 2016 in Newsweek in einer Auflistung der zehn besten Folgen von Raumschiff Enterprise auf Platz 4.
Ed Gross listete Spock unter Verdacht 2016 auf empireonline.com in einer Aufstellung der 50 besten bis dahin ausgestrahlten Star-Trek-Folgen auf Platz 43.
2016 wurde Spock unter Verdacht in einer Umfrage unter Fans auf einer Star-Trek-Convention in Las Vegas zur achtbesten Star-Trek-Folge gewählt.
David Morgan führte Spock unter Verdacht 2016 auf cbsnews.com als eine der besten Folgen von Raumschiff Enterprise auf.
Aaron Couch und Graeme McMillan erstellten 2016 anlässlich des 50-jährigen Jubiläums von Star Trek in Zusammenarbeit mit verschiedenen Beteiligten aus dem Franchise für den Hollywood Reporter eine Liste der 100 besten bis dahin ausgestrahlten Folgen. Spock unter Verdacht wurde hierbei auf Platz 3 gewählt.
Daniel W. Drezner führte Spock unter Verdacht 2016 auf der Website der Washington Post in einer Aufstellung der zehn besten Folgen des Star-Trek-Franchises auf Platz 3.
Edward Cambro erstellte 2017 für die Website screenrant.com eine Liste der 15 düstersten Star-Trek-Folgen und führte Spock unter Verdacht darin auf Platz 10.
Matthew Fisher erstellte 2017 für die Website whatculture.com eine Liste der 30 besten Star-Trek-Folgen. Spock unter Verdacht führte er hier auf Platz 13.
Elena Holodny und Andy Kiersz führten Spock unter Verdacht 2017 auf businessinsider.com in einer Aufstellung der 13 besten Folgen von Raumschiff Enterprise auf Platz 1.
Patrick Cooley führte Spock unter Verdacht 2017 in einer Liste der 25 besten bis dahin ausgestrahlten Star-Trek-Folgen auf Platz 4.
Angelica Jade Bastién schrieb 2017 auf vulture.com eine Einführung für Neulinge ins Star-Trek-Franchise und nannte dabei Spock unter Verdacht als eine der Folgen, die am besten einen Einstieg in die Serie Raumschiff Enterprise ermöglichen.
Silas Lesnick listete Spock unter Verdacht 2018 in einer Aufstellung der 20 besten Folgen von Raumschiff Enterprise auf Platz 3.
Juliette Harrisson empfahl Spock unter Verdacht 2018 auf der Website Den of Geek als eine der Folgen, die man gesehen haben sollte, wenn man die Grundlagen von Star Trek verstehen möchte.
Sean Ferrick erstellte 2020 für die Website whatculture.com eine Liste der 25 besten Star-Trek-Folgen. Spock unter Verdacht führte er hier auf Platz 12.
Kristy Ambrose erstellte 2020 für screenrant.com auf der Grundlage von IMDb-Bewertungen eine Liste der zehn besten Raumschiff-Enterprise-Folgen. Spock unter Verdacht landete dabei auf Platz 3.
Kayleena Pierce-Bohen führte Spock unter Verdacht 2020 auf screenrant.com in einer Liste der 15 besten Star-Trek-Folgen auf Platz 8.
Paul Rowe listete Spock unter Verdacht 2020 auf popmasters.com in einer Aufstellung der 20 besten Folgen von Raumschiff Enterprise auf Platz 6.
Sam Stone führte Spock unter Verdacht 2021 auf cbr.com als eine der zehn wichtigsten Folgen von Raumschiff Enterprise.
Ryan Britt führte Spock unter Verdacht 2021 auf der Website Den of Geek als eine von zehn Raumschiff-Enterprise-Folgen, die das Franchise am besten definieren.
Christian Blauvelt listete Spock unter Verdacht 2022 auf hollywood.com in einem Ranking aller 79 Raumschiff-Enterprise-Folgen auf Platz 4.

## Parodien und Anspielungen
Die Aussage des romulanischen Kommandanten, dass er und Kirk in einer anderen Realität Freunde hätten sein können, wird in der Zeichentrickserie Futurama in mehreren Folgen parodistisch aufgegriffen.
In der Folge To Boldly Go, Part II der Fanserie Star Trek Continues von 2017 wird auf den in Spock unter Verdacht gefallenen Lieutenant Tomlinson Bezug genommen.